# شلدون (داکوتای شمالی)
شلدون(به انگلیسی: Sheldon) شهری در ایالت داکوتای شمالی کشور ایالات متحده آمریکا است که جمعیت آن در سرشماری سال ۲۰۱۰ میلادی، ۱۱۶ نفر بوده‌است.